# 3701-es mellékút (Magyarország)
A 3701-es számú mellékút egy valamivel több, mint 5,5 kilométeres hosszúságú, négy számjegyű mellékút Borsod-Abaúj-Zemplén vármegye középső részén. Tulajdonképpen Onga egyik belső útja, a település központját kapcsolja össze északi irányban a 3-as főúttal. Fő szerepe a kisváros Szikszóval való összekötésében és a hozzá tartozó különálló településrészek feltárásában van.

## Nyomvonala
Onga északi külterületei közt, Szikszó déli határától alig pár lépésre ágazik ki a 3-as főútból, annak a 197+500-as kilométerszelvénye közelében. Délkelet felé indul, de hamar déli irányba fordul, és onnantól kezdve végig nagyjából azt az irányt követi. Bő másfél kilométer után éri el Ongaújfalu településrészt, majd a 2+350-es kilométerszelvénye közelében kiágazik belőle kelet felé a 37 137-es számú mellékút: ez a szintén különálló Ócsanálos településrészbe vezet, de ezen érhető el a Felsőzsolca–Hidasnémeti-vasútvonal Ongaújfalu megállóhelye is.

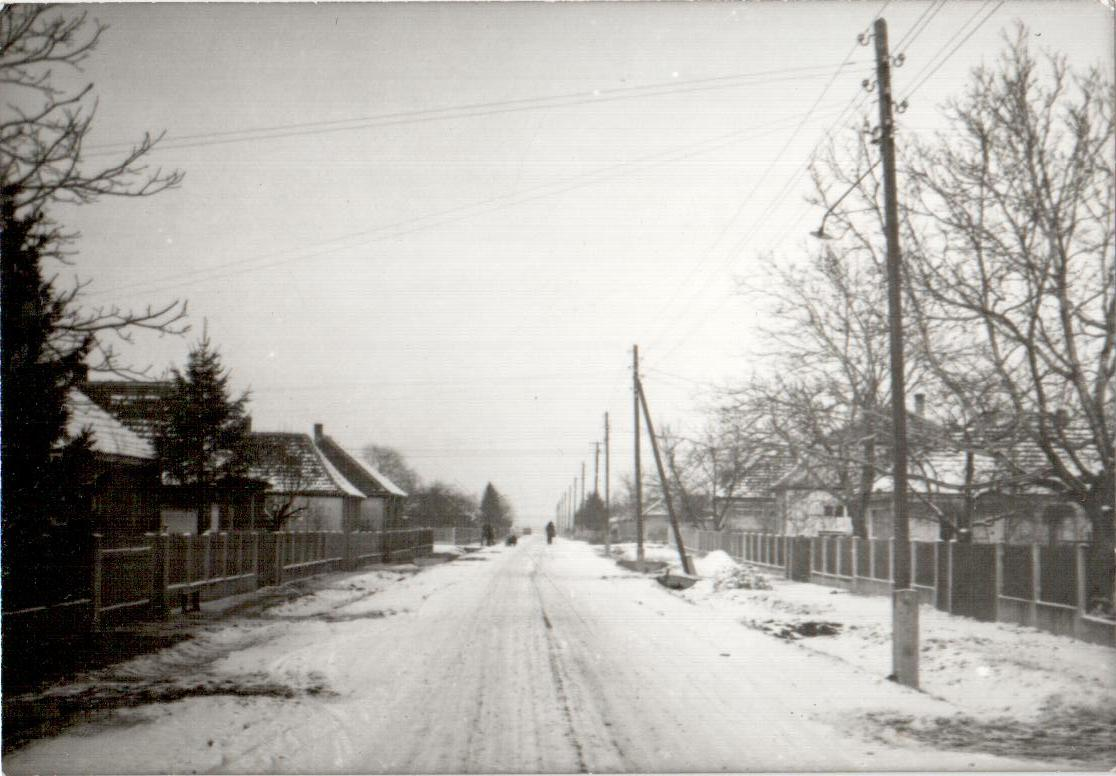
Ongai belterületi szakasza 1977 telén

Körülbelül 2,7 kilométer után hagyja el Ongaújfalu legdélebbi házait, onnan egy darabig újból külterületek közt folytatódik. 4,9 kilométer után éri el a kisváros északi szélét, ahol Petrovics Ferenc utca lesz a neve. Így is ér véget, a központ közelében, beletorkollva a 3605-ös útba, annak majdnem pontosan az ötödik kilométerénél. A két út találkozása közelében indul északkelet felé (de még a 3701-esből kiágazva) az az önkormányzati út (Vasút utca), amely Onga vasútállomás legegyszerűbb közúti elérését biztosítja.
Teljes hossza, az országos közutak térképes nyilvántartását szolgáló kira.kozut.hu adatbázisa szerint 5,544 kilométer.